# G-Unit
G-Unit var en rapgruppe med 50 Cent som frontfiguren, som herudover bestod af Tony Yayo. Tidligere medlemmer har været Lloyd Banks, The Game og Young Buck.
Gruppens debutalbum Beg for Mercy udkom i 2003 og er siden blevet solgt i over 3 mio. eksemplarer. Deres andet album T.O.S: Terminate on Sight blev udgivet 1. juli 2008.
Navnet står for både "Guerilla Unit" og "Gangsta Unit".
G-unit er også et tøjmærke.

## Diskografi
Studiealbums
- Beg for Mercy (2003)
- T·O·S (Terminate on Sight) (2008)

EP'er
- The Beauty of Independence (2014)
- The Beast Is G Unit (2015)